# Про Красную Шапочку
«Про Красную Шапочку» — советский двухсерийный музыкальный телефильм режиссёра Леонида Нечаева. Сценарий Инны Веткиной является сюжетным продолжением старой сказки Шарля Перро о Красной Шапочке. Премьера состоялась на Центральном телевидении СССР — 31 декабря 1977 года.
Действие происходит в условной восточноевропейской стране. Отличительной чертой постановки является подчёркнутая театральная условность в изображении волков — актёры, исполняющие их роли, даже не загримированы.
В этом фильме некоторые люди предстают часто более жестокими, завистливыми и жадными, нежели волки. Такими негативными качествами обладают три старухи и их внук из деревни Красной Шапочки, надеющиеся, что заглавной героине выйдут боком её прогулки по лесу, гувернантки избалованного ребёнка, которые насильно захватили Красную Шапочку в качестве игрушки для своего воспитанника (в конце фильма выясняется, что этот ребёнок на самом деле девочка), или охотник, изначально прославляющий свою мнимую храбрость, а в дальнейшем оказывающийся трусом.

## Сюжет

### 1-я серия
С того времени, как Красная Шапочка в первый раз отправилась к заболевшей бабушке и ей повстречался Серый Волк, прошёл год. У того самого Волка, убитого лесорубами, оказывается, были мать, младший брат, сын и друг. Мать-Волчица считает, что за смерть её сына обязательно надо жестоко отомстить людям, и очень тоскует по временам, когда при её сыне все жили в страхе и лес безраздельно принадлежал Волкам. Она уговаривает Худого, друга семьи, украсть Красную Шапочку за денежное вознаграждение, и просит его взять на дело её младшего сына по прозванию Толстый — робкого, страдающего от лишнего веса, — чтобы опытный в разбое Худой сделал из него настоящего волка.
Худой придумывает преступный план, согласно которому собирается украсть Красную Шапочку и спрятать её в мешок. Для этого он выцарапывает на заборе послание Шапочке, что её бабушка опять заболела и ждёт, чтобы внучка её навестила. Сам же Худой (вместе с Толстым) переодевается в разные наряды, чтобы Шапочка не заподозрила в них волков, и хотя они постоянно выдают себя, девочка то и дело обращает их погоню в игру: то забежит по пути к знакомому Звездочёту, то начнёт играть с Волками в догонялки.
Волчонок, сын погибшего Серого Волка, не слушает бабушку-Волчицу, читает выброшенную людьми книжку и не поддерживает идею жестокой мести. Старая Волчица сжигает его книжку, и Волчонок, поклявшись ей отомстить, сбегает из логова.
На пути Шапочки постоянно возникают препятствия, например, в виде избалованного ребёнка, требующего, чтобы девочку купили ему в качестве живой игрушки. Его родители и слуги запирают Шапочку в доме, позже оттуда ей помогают сбежать Волки, переодевшиеся в женские платья. В суматохе следящий за ними Волчонок крадёт мешок, в который они хотели посадить Красную Шапочку. Начинается дождь, и Красная Шапочка прячется в хижине лесорубов, где встречает заезжего Охотника, очень храброго и мужественного, как он сам говорит о себе.

### 2-я серия
Волки гонятся за Волчонком, чтобы отобрать мешок. Они его отбирают, а Волчонок прячется в близлежащий заброшенный колодец. Красная Шапочка позже вытаскивает его. Волчонок знакомится с Шапочкой и намекает ей, что её бабушка здорова. Но девочка продолжает путь. Снова на её пути становятся Волки (на этот раз в костюмах священников). Но добряк Толстый успевает привязаться к девочке и не хочет её ловить, а Худой против своей воли тоже попадает под её обаяние.
Потом Шапочка узнаёт, кто такие её попутчики, от хулигана-пастушка из своей деревни, с которым ранее сговаривались Волки. Переодевшись пастушком, она разговаривает с Волками, и Худой подтверждает ей свою сущность. Он признаётся, что его дружба с братом Толстого была основана на расчёте и что он люто ненавидит Красную Шапочку за то, что она влезла ему в душу, давно огрубевшую. Красная Шапочка, которая по просьбе Худого пошла за водой, на самом деле идёт на маковое поле, где вновь встречает ребёнка, который за это время из избалованного превратился в трудолюбивого и сбежал из дома. Шапочка собирает вместо воды снотворную росу с макового поля, а ребёнка посылает к своей бабушке за подмогой. Волки, выпив росы, вскоре засыпают.
Пока Волки спят, Красная Шапочка встречает Охотника, который на самом деле оказывается вовсе не храбрым, а трусливым. Он хочет застрелить спящих Волков, но Шапочка мешает ему — она хочет отвести их на суд в деревню, где они могут раскаяться. Волки просыпаются. Девочка и два Волка пытаются объясниться. Охотник поторапливает их, но Волки прогоняют его.
Люди узнают от ребёнка об опасности, грозящей Красной Шапочке. Вся деревня идёт ей на выручку. Теперь опасность грозит Волкам, но Красная Шапочка не хочет им зла, и Волки с Волчонком уходят обратно в логово.
Ночь. Красная Шапочка, её бабушка и ребёнок находятся в доме Звездочёта. Красная Шапочка и ребёнок засыпают, а бабушка и Звездочёт, глядя на небо, слышат разговор звёзд и продолжают их песню.

## История создания
По одной версии, снять фильм о Красной Шапочке рекомендовала зампредседателя Гостелерадио СССР Стелла Жданова, которая проявила благосклонность к Нечаеву в связи с популярностью его предыдущего фильма «Приключения Буратино». По другой версии, когда Нечаев и его сценаристка Инна Веткина под Новый год сдавали «Буратино», их вызвал к себе директор творческого объединения «Экран» Борис Хессин и спросил, что они представят на следующий Новый год. Нечаев неожиданно произнёс: «Красную Шапочку». Инна Веткина больно ущипнула его: «Ты с ума сошёл, там же две страницы текста — снимать нечего!» Но Нечаев так загорелся этой идеей, что решил не отступать. Над сценарием Веткина и Нечаев работали почти без отдыха две недели.
Сценарий писался специально под Таню Проценко, которая сыграла Мальвину в «Приключениях Буратино» и стала любимицей зрителей. Однако незадолго до съёмок Проценко попала в больницу, и ей запретили сниматься. В итоге на роль Красной Шапочки режиссёр утвердил Яну Поплавскую.

## В ролях
- Яна Поплавская — Красная Шапочка
- Рина Зелёная — бабушка Красной Шапочки
- Евгений Евстигнеев — Звездочёт, друг бабушки Красной Шапочки
- Владимир Басов — Худой волк, друг убитого Серого волка
- Николай Трофимов — Толстый волк, брат убитого Серого волка
- Галина Волчек — Волчица, мать убитого Серого волка
- Ролан Быков — трусливый охотник
- Стефания Станюта — первая злая старуха
- Мария Барабанова — вторая злая старуха
- Мария Виноградова — третья злая старуха
- Игорь Сорокин — пастушок, недалёкий внук злых старух
- Юрий Белов — дед
- Инна Степанова — капризный ребёнок
- Александра Дорохина — мать ребёнка
- Георгий Георгиу — отец ребёнка
- Дима Иосифов — Волчонок, сын убитого Серого волка

## Съёмочная группа
- Автор сценария: Инна Веткина
- Режиссёр: Леонид Нечаев
- Оператор-постановщик: Юрий Елхов
- Художник-постановщик: Игорь Топилин
- Художник по костюмам: Людмила Горохова
- Композитор: Алексей Рыбников
- Дирижёр: Константин Кримец
- Текст песен: Юлий Ким (под псевдонимом «Ю. Михайлов»)
- Второй режиссёр: Ефим Грибов
- Кинооператор: В. Таланов
- Звукооператор: Игорь Аксененко
- Монтажёр: Вета Коляденко
- Гримёр: Николай Немов
- Ассистенты режиссёра: Марина Матаева, Ж. Семеняко
- Ассистент оператора: А. Фомин
- Художник-декоратор: В. Гундерт
- Мастер по свету: Сергей Лукьянчик
- Художник-мультипликатор: Александр Давыдов
- Балетмейстер: Юрий Троян
- Редактор: Леонид Поздняк
- Директор картины: Василий Студенков

## Песни
- Утренняя (Вокальный ансамбль)
- Песня Красной Шапочки (Ольга Рождественская); популярность песни привела к её выходу в финал фестиваля «Песня-78»[4]
- Песня Старушек (Стефания Станюта, Мария Барабанова и Мария Виноградова)
- Песня о мастерах (Татьяна Канаева, Рина Зелёная и Евгений Евстигнеев)
- Необитаемый остров (Ольга Рождественская, Инна Степанова, на пластинке фирмы «Мелодия» — Жанна Рождественская)
- Песня Охотника (Ролан Быков)
- Где та девчонка? (Вокальный ансамбль)
- Песня Волка (Владимир Басов) (на пластинке фирмы «Мелодия» — Песня Волчицы, Жанна Рождественская)
- Песня Волка (Помню я светлую речку…) (Владимир Басов)
- Песня о звёздах 1 (Яна Поплавская, Рина Зелёная, Евгений Евстигнеев, Ольга Рождественская)
- Песня о звездах 2, (Рина Зелёная, Евгений Евстигнеев, Татьяна Канаева).
- Оркестр Госкино СССР. Дирижёр Константин Кримец

## Места съёмок
Фильм снимали в Белоруссии (река Плиса, города Смолевичи и Новогрудок, деревня Каменка Смолевичского района Минской области), Калининградской области (Светлогорск, Куршская коса, посёлок Рыбачий) и в Крыму (станция Сосновый бор).

## Критика
Киновед Александр Фёдоров отмечал «замечательный актёрский ансамбль, забавный сценарий, царство музыкальной стихии, искромётные реплики персонажей, впечатляющий по цветовому решению изобразительный ряд».